# Limonium carpathum
Limonium carpathum ist eine Pflanzenart aus der Gattung Strandflieder (Limonium) in der Familie der Bleiwurzgewächse (Plumbaginaceae).

## Merkmale
Limonium carpathum ist ein ausdauernder Halbstrauch, der Wuchshöhen von 20 bis 40 Zentimetern erreicht. Die Blätter messen 40 bis 90 × 1 bis 2 Millimeter. Sie sind sehr schmal. Die Ähren haben 2 bis 4 Ährchen pro Zentimeter. Diese sind meist zwei-, selten einblütig. Das innere Tragblatt und der Kelch sind ungefähr 5,5 Millimeter groß.
Die Blütezeit liegt im Juni.

## Vorkommen
Limonium carpathum ist auf der Insel Karpathos in der Ägäis endemisch. Die Art wächst auf Felsküsten am Meer.

## Belege
- Ralf Jahn, Peter Schönfelder: Exkursionsflora für Kreta. Mit Beiträgen von Alfred Mayer und Martin Scheuerer. Eugen Ulmer, Stuttgart (Hohenheim) 1995, ISBN 3-8001-3478-0, S. 226.